# Jorge Insfrán
Jorge Pantaleón Insfrán Torres (Luque, 27 luglio 1949) è un ex calciatore paraguaiano, di ruolo attaccante.

## Caratteristiche tecniche
Era un attaccante che spiccava per le sue doti nei colpi di testa. Era alto e forte fisicamente, ma lento nei movimenti. Il suo stile di gioco prevedeva una presenza fissa in area di rigore, in attesa dei cross degli esterni.

## Carriera

### Club
Iniziò a giocare in Paraguay nel Club Sportivo Luqueño, squadra della sua città natale. Partì dalle giovanili e arrivò a debuttare con la prima squadra, nella massima serie paraguaiana, in una partita contro il Club Nacional vinta per 4-1, in cui segnò una doppietta. Nel 1973 passò al titolato Club Olimpia, club della capitale Asunción. Vi restò per tre stagioni, collezionò due secondi posti e nel 1975 vinse il campionato paraguaiano.
A fine stagione si trasferì in Spagna, in Primera División, al Real Saragozza. Al Real Saragozza ebbe come compagni di squadra i connazionali Carlos Diarte e Saturnino Arrúa. Nella prima stagione all'estero, allenato da Luis Cid, giocò 8 partite e segnò un gol, contro l'Espanyol il 2 novembre.
Nella stagione successiva non trovò spazio in squadra, così fu ceduto in prestito al Granada, in Segunda División, durante la sessione invernale del calciomercato. Al Granada trovò i paraguaiani Gustavo Benítez e Pedro Fernández Cantero.
Esordì con gli andalusi l'11 dicembre 1976, contro il Tenerife. Si ritagliò un posto da titolare, con 19 presenze e 7 gol, tra cui due doppiette realizzate contro il Getafe e il Pontevedra. A fine anno tornò al Real Saragozza, che nel frattempo era retrocesso in Segunda División.
Contribuì al rapido ritorno del club aragonese in massima serie, vincendo il campionato di Segunda División, giocando 15 partite e segnando 3 reti.
A fine anno tornò a titolo definitivo al Granada. Giocò per due stagioni in Segunda División, prima di lasciare la Spagna nel 1980.
Nel 1980 si trasferì in Argentina al Boca Juniors. Esordì il 14 settembre contro il Club Atlético Unión, entrando in campo nel secondo tempo. Collezionò cinque presenze, giocando pochi minuti perché subentrò sempre dalla panchina negli ultimi minuti di gioco, e non segnò nessun gol.
La sua esperienza al Boca durò solo cinque mesi. Nella seconda metà di stagione giocò in Paraguay al Libertad. Nel 1981 si trasferì in Bolivia.
Nel campionato boliviano, vestì le magie di Club Jorge Wilstermann (con cui vinse il campionato) e Club The Strongest. Nel 1983 tornò in patria al Club Sportivo Luqueño, dove aveva iniziato la carriera. Vi restò per metà stagione prima di ritirarsi, all'età di 33 anni.

### Nazionale
Esordì con la Nazionale paraguaiana il 25 maggio 1972, contro l'Argentina (0-0). Collezionò in totale sei presenze e un gol.

## Palmarès
- Campionato paraguaiano: 1

Club Olimpia: 1975
- Segunda División spagnola: 1

Real Saragozza: 1977-1978
- Campionato boliviano: 1

Wilstermann: 1981